# Klokkenkerkhof

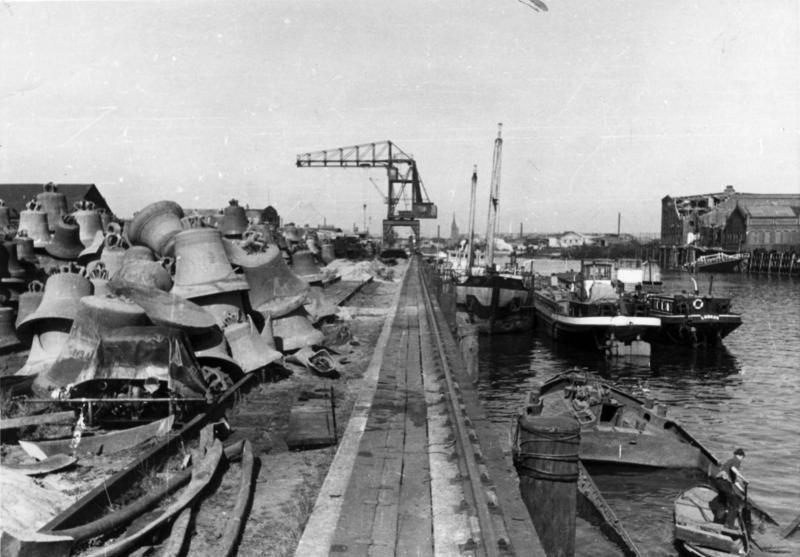
Kerkklokken in het klokkenkamp aan de Hamburger haven

Een klokkenkerkhof is een verzamelplaats van gevorderde kerkklokken tijdens de Eerste en Tweede Wereldoorlog in ten minste Duitsland, België en Nederland (alleen Tweede Wereldoorlog). Daar wachtten de klokken om te worden omgesmolten ten behoeve van de wapenindustrie.

## Geschiedenis in Duitsland
Kerkklokken waren vanwege het brons belangrijk materiaal voor het voeren van oorlog en werden tijdens de beide wereldoorlogen in Duitsland massaal onder dwang ingevorderd.
In de Eerste Wereldoorlog werden de klokken daar willekeurig uit de kerktorens gehaald en op de klokkenkerkhoven ingezameld. 
In de Tweede Wereldoorlog classificeerde de Duitse nationaalsocialistische regering klokken in de typen A, B, C en D. De typen C en D vielen onder historisch waardevolle klokken, terwijl de typen A en B onmiddellijk moesten worden afgegeven. Het klokkentype C was twijfelachtig en bleef in een soort wachtpositie. Het klokkentype D was beschermd. Er werden echter ook tal van historisch waardevolle klokken van het type D uit kerktorens gehaald door fanatieke Duitse burgemeesters die nog steeds geloofden in een eindoverwinning.  
Na het einde van de oorlog werden klokken die nog niet waren omgesmolten teruggegeven. Dit was echter niet altijd mogelijk vanwege de gebrekkige verantwoording. Schattingen gaan ervan uit dat in de Eerste Wereldoorlog rond 65.000 klokken werd omgesmolten, in de Tweede Wereldoorlog rond 45.000 uit Duitsland en uit de bezette gebieden nog eens 35.000.

### Klokkenkerkhof in Hamburg-Veddel
Het klokkenkerkhof in Hamburg-Veddel betrof een groot terrein in de buurt van de Hamburger haven, dat diende voor de tijdelijke opslag van kerkklokken uit het hele Duitse Rijk en bezette gebieden. Tussen 1939-1945 werd talrijke, deels ook beroemde klokken en bronzen monumenten omgesmolten en gingen daarmee voor eeuwig verloren. In totaal werden er ongeveer 90.000 klokken naar Hamburg versleept, waarvan er zo'n 75.000 omgesmolten werden. Naar schattingen zouden er aan het einde van de oorlog tussen de 10.000 en 16.000 klokken ontsnapt zijn aan de smeltovens. Na uitgebreid en soms jarenlang durend identificatiewerk keerden de meeste klokken weer terug naar de plek van herkomst. De kerkklokken uit de voor Duitsland verloren gegane Oostgebieden werden in het begin van de jaren 50 verdeeld onder de kerken van West-Duitsland. Zo bevinden zich in West-Duitse kerken ongeveer 120 klokken uit het voormalige Oost-Pruisen.